# نوکلا (کلرادو)
نوکلا (به انگلیسی: Nucla) شهری در ایالت کلرادو کشور ایالات متحده آمریکا است که جمعیت آن در سرشماری سال ۲۰۱۰ میلادی، ۷۱۱ نفر بوده‌است.